# Konföderációs dollár
Az Amerikai Konföderáció Államok dollárja egy fizetőeszköz volt, amelyet az Amerikai Konföderációs Államok vezetett be az amerikai polgárháború előtt, miután kikiáltották a független államot. Belső értéket nem hordozó fizetőeszköz volt, elsődlegesen ígéretként beszéltek róla, miszerint értékét a polgárháború után kifizetik, hasonlóan a Magyarországon kibocsátott Kossuth-bankóhoz.
A polgárháború második szakaszában – a déli államok hadi veszteségei miatt – a fizetőeszköz iránti bizalom jelentősen csökkent, s erős infláció következett be.
Két fő sorozatot különböztethetünk meg, az 1863 előtt kibocsátott Greyback („szürkehasú”, szó szerint „szürkehátú”) sorozat, illetve az ezt követő Greenback („zöldhasú”) sorozat. A déli államok fizetőeszköze ma a gyűjtők szemében komoly értékkel bír, hiszen – különösen a polgárháború első időszakában – bizonyos címleteket nagyon kis mennyiségben bocsátottak ki.

## Történeti háttér
A konföderációs dollár, illetve elterjedt elnevezésével a „Greyback” 1861. áprilisában jött létre, két hónappal azután, hogy az Amerikai Konföderációs Államok kiléptek az Amerikai Egyesült Államokból, gyakorlatilag az amerikai polgárháború előestéjén.
Kezdetben a Konföderáció területén elfogadták ezt a pénzt, amely valójában kincstárjegy volt (hiszen későbbi fizetési, illetve több esetben kamatígéretet tartalmazott), mint fizetési eszközt. Később, mivel a kibocsátás mennyisége növekedett, valamint a fizetési ígéret beváltásának dátuma egyre tolódott, a pénz fizetőértéke jelentősen csökkent. A polgárháború vége felé 50 konföderációs dollárt kértek egy szappanért, 2700 dollárt egy hétköznapi ruháért.
A háború vége felé mint fizetőeszköz elveszítette értékét, s az Unió győzelme után azonnal meg is szüntették. A konföderációs dollárra vonatkozó belföldi, illetve külföldi követeléseket az Amerikai Egyesült Államok kormánya nem fogadta el, azokat nem fizette ki.

## Előállítás

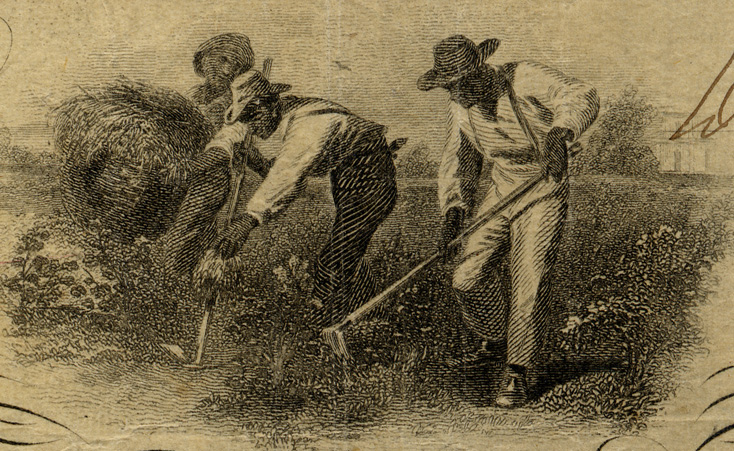
$100 bankjegy képe, a dolgozó rabszolgákkal

A konföderáció – az USA által létrehozott sikeres tengeri és szárazföldi embargó miatt – mind megfelelő papír, mind pedig megfelelő minőségű nyomdai felszerelés szempontjából hátrányban volt, így gyakran kellett felhasználnia bankjegyein olyan nyomatokat, melyeknek nem sok köze volt az államhoz, viszont rendelkezésére álltak. Ilyen nyomatok voltak például a görög és római istenek ábrázolásai. Emellett – amikor lehetőségük volt – ábrázoltak a délieket érintő témákat, illetve személyeket, többek között George Washington többször is megjelenik a címleteken. Kedvelt ábrázolás volt a mosolygós, dolgozó rabszolgák ábrázolása.
A bankjegyeken megjelenik Andrew Jackson, John C. Calhoun, Christopher Memminger, Robert M. T. Hunter, Alexander H. Stephens, Jefferson Davis, Judah P. Benjamin, Clement Clay, George W. Randolph, valamint Lucy Holcombe Pickens, aki a Dél-karolinai kormányzó felesége volt..
A bankjegyeket több nyomda, illetve nyomdász készítette el a konföderáció fennállása idején. Ezeket az alábbi táblázat tartalmazza:
| Nyomda (nyomdász) neve     | Székhely                  | Nyomtatott tipusok                   | Megjegyzés |
| -------------------------- | ------------------------- | ------------------------------------ | --- |
| National Bank Note Company | New York, NY              | 1–4                                  | |
| Southern Bank Note Company | New Orleans, LA           | 5, 6, 15, 19, 22, 31                 | A National Bank déli kirendeltsége.                                                                             |
| Hoyer & Ludwig             | Richmond, VA              | 7–11, 13–14, 17–18, 27–28, 35–36, 46 | Louis Hoyer és Charles Ludwig nyomdászok, közreműködtek 1861–64. között                                         |
| Jules Manouvrier           | New Orleans, LA           | 12                                   | A 10CS$ nyomtatásában vett részt, de a kikerülő számos hamisnak bizonyuló bankjegy miatt a szerződést törölték. |
| Leggett, Keatinge & Ball   | Richmond, VA              | 23, 24, 32, 33                       | Leggett-et kémkedéssel gyanúsították meg, így a cégből kivált.                                                  |
| Keatinge & Ball            | Columbia, SC Richmond, VA | 16, 21, 25, 26, 34, 41, 49–62, 64–71 | 1862-ben a Keatinge & Ball áttette székhelyét Richmondba.                                                       |
| Blanton Duncan             | Columbia, SC Richmond, VA | 20, 29, 30, 37, 38, 42–45            | Eredetileg Kentuckyban működött, majd Duncan áttette székhelyét Richmondba.                                     |
| J.T. Patterson             | Columbia, SC              | 28, 36, 39, 40,                      | |
| Archer & Daly              | Richmond, VA              | 63                                   | Elsődlegesen részvényeket és kötvényeket nyomtattak.                                                            |
| Archer & Halpin            | Richmond, VA              | 72                                   | |

## Hitelesítő aláírások kérdése
Ezek a bankjegyeket, mivel elsődlegesen olyan kincstárjegynek minősültek, amely egy későbbi fizetési ígéretre vonatkozott kézzel írták alá. Nyomtatott aláírás kizárólag az 50 centes bankjegyen volt, a többi bankjegyet Robert Tyler és Edward C. Elmore, a konföderáció pénzügyekért felelős személyei írták alá, saját kezűleg. A kézi aláírást kifejezetten azért vezették be, mert úgy gondolták, hogy ez a hamisítás ellen kiváló módszer. Viszont a bankjegykiadás mennyiségének növekedése következtében (például a T-28-as kiadású 10 dolláros bankjegyet 1074980 példányban adták ki) ez a módszer lehetetlenné vált, így végül 200 fő írta, mondhatni hamisította oda a két nevet a bankjegyekre.

## Érmék

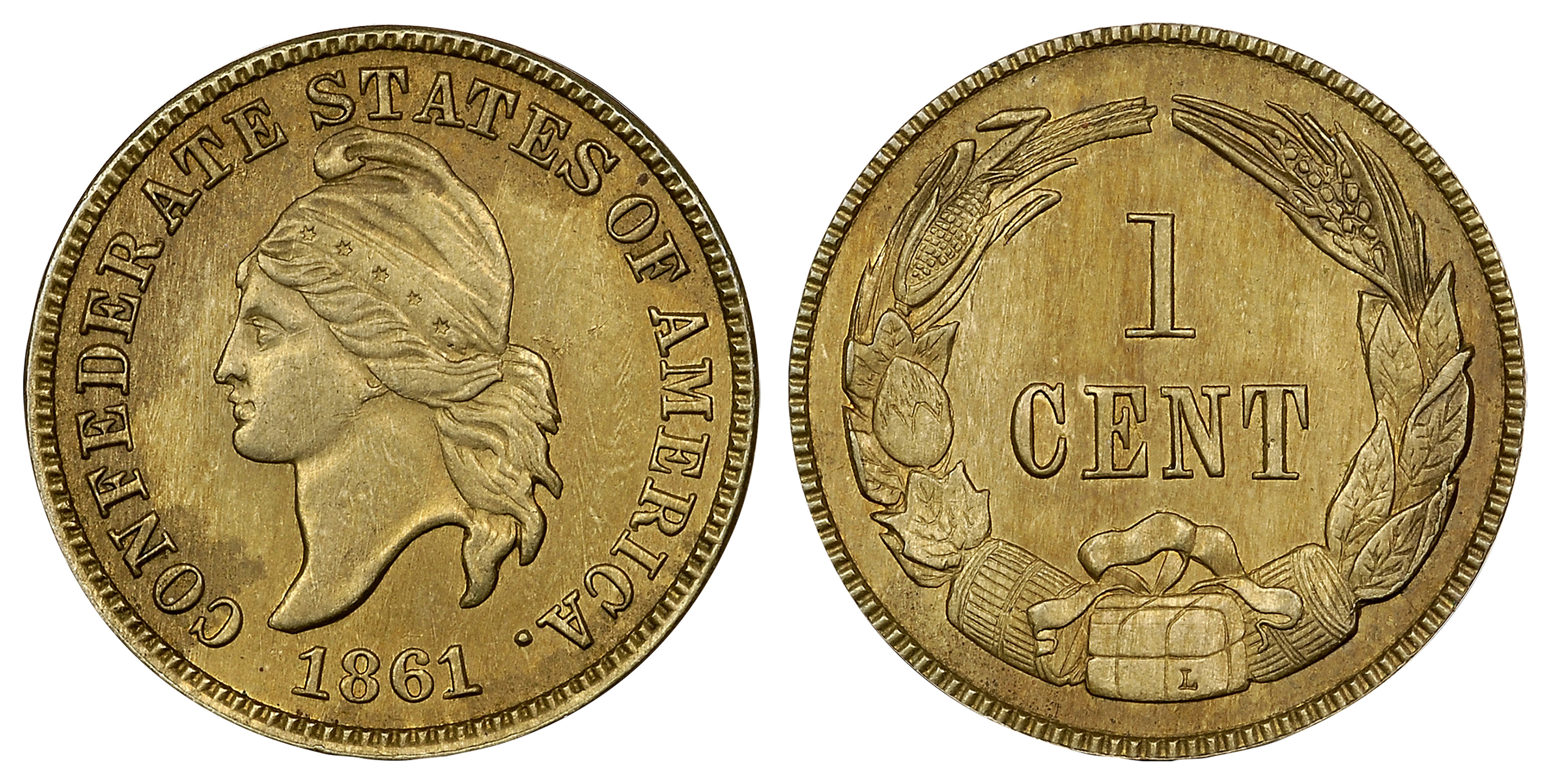
1 centes érme, 1861

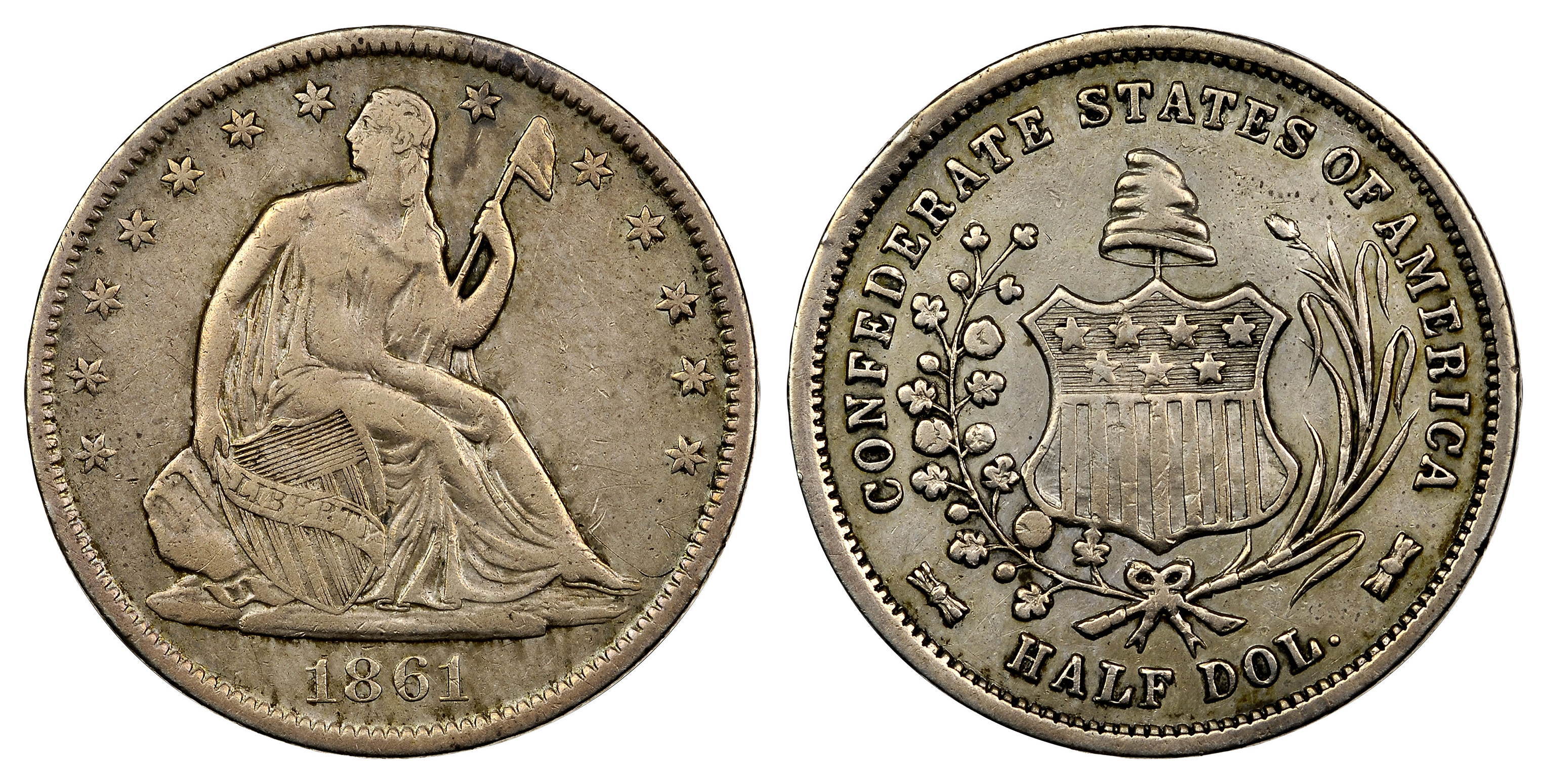
Fél dolláros érme, 1861

A polgárháború időszaka alatt nagyon kevés érmét készítettek, ennek elsődleges oka az volt, hogy nemesfémek nagyon drágák voltak, s ezt a nemesfém mennyiséget (amely korlátozott mértékben állt rendelkezésre) elsődlegesen nem a hétköznapi forgalomban, hanem főleg az Európa felé irányuló, főleg hadi kereskedelemben használták fel.
A Konföderáció története alatt két érme jutott el odáig, hogy kisebb-nagyobb mennyiségben előállításra kerüljön, 1861-ben a philadelphiai pénzverő 1 centes érmét készített, 1861-ben New Orleansban pedig fél dolláros érmét vertek.
Mind a kettőből nagyon kevés készült és maradt fenn (a fél dollárosból összesen 500 darabot készítettek). Az egy centes írás oldala az USA pennyjével (egy centes) teljes mértékben megegyezett, a fej oldalára került a megkülönböztető országjelzés.
Az elkészült pénzérmék – ritkaságuk miatt – a gyűjtők szemében nagyon értékesek.

## Bankjegyek
A konföderációs kincstárjegyek (gyakorlatilag bankjegyek) 1861 és 1864 között lettek kibocsátva, 50 centes, $1, $2, $5, $10, $20, $50, $100, $500 és $1000 névértékben, 7 sorozatban, 72 különböző kiadásban. Az erre a bankjegyeknek minősíthető ígérvényre (a polgárháború lezárulta után fizetendő) követelés mértéke, melyre a konföderáció kongresszusa ígéretet tett elérte az 1.7 billió dollárt.
A bankjegyek értékének romlását elősegítette az is, hogy az államok saját maguk is bocsáthattak ki pénzt, illetve a bankjegyek nem megfelelő biztonsági rendszere miatt a hamisítás nagy mértéket öltött. Sok kortárs hamis bankjegy lelhető ma is fel.
A bankjegyek a konföderáció bukása után értéktelenné váltak, azokat felhasználni nem lehetett.

### A konföderációs dollár sorozatai
| Széria | Kibocsátás elrendelése                            | Tervezett kibocsátandó mennyiség                         | Címletek                                     | Megjegyzés |
| ------ | ------------------------------------------------- | -------------------------------------------------------- | -------------------------------------------- | --- |
| 1.     | 1861. március 9. módosítva: 1861. augusztus 3.    | $1,000,000 (1. kibocsátás) $1,000,000 (2. kibocsátás)    | $50, $100, $500, $1000 (i) $50, $100 (ii)    | 3,65% kamatot ígért                                                                                           |
| 2.     | 1861. május 16.                                   | $20,000,000                                              | $5, $10, $20, $50, $100                      | Nem tartalmazott kamatot, a kifizetés időpontja a békekötést követő második év.                               |
| 3.     | 1861. augusztus 19. módosítva: 1861. december 24. | $100,000,000 (1. kibocsátás) $50,000,000 (2. kibocsátás) | $5, $10, $20, $50, $100                      | 8% kamatot ígért, kifizetés időpontja a békekötést követő hatodik hónap                                       |
| 4.     | 1862. április 17. módosítva: 1862. szeptember 23. | $170,000,000 (1. kibocsátás) $5,000,000 (2. kibocsátás)  | $1, $2, $10, $20, $100                       | Bevezette az 1 és 2 dolláros címletet, s a 100 dollárosnak 2 cent/nap kamatot ígért.                          |
| 5.     | 1862. október 13.                                 | $90,000,000                                              | $1, $2, $5, $10, $20, $50, $100              | A kifizetés időpontja a békekötést követő hatodik hónap. Az alacsony címletek rózsaszín papíron jelentek meg. |
| 6.     | 1863. március 23.                                 | $50,000,000                                              | $0.50, $1, $2, $5, $10, $20, $50, $100       | A kifizetés időpontja a békekötést követő második év.                                                         |
| 7.     | 1864. február 17.                                 | $200,000,000                                             | $0.50, $1, $2, $5, $10, $20, $50, $100, $500 | A kifizetés időpontja a békekötést követő második év.                                                         |

### A konföderációs dollár katalógusa
| Széria          | Típus | Kibocsátás napja     | Utolsó kibocsátás napja | Érték  | Kép | Fő motívumok, szereplők                                                                            | Bankjegynyomda                                                | Kibocsátott mennyiség        |
| --------------- | ----- | -------------------- | ----------------------- | ------ | --- | -------------------------------------------------------------------------------------------------- | ------------------------------------------------------------- | ---------------------------- |
| Első széria     | T–1   | 1861. április 5.     | 1861. június 21.        | $1,000 |     | John C. Calhoun, Andrew Jackson                                                                    | National Bank Note Company                                    | 607                          |
| Első széria     | T–2   | 1861. április 8.     | 1861. július 23.        | $500   |     | Ceres, A kereszteződés (James Smillie festménye)                                                   | National Bank Note Company                                    | 607                          |
| Első széria     | T–3   | 1861. április 5.     | 1861. június 21.        | $100   |     | Minerva, vasútvonal                                                                                | National Bank Note Company                                    | 1606                         |
| Első széria     | T–4   | 1861. április 5.     | 1861. június 21.        | $50    |     | Földet művelő rabszolgák                                                                           | National Bank Note Company                                    | 1606                         |
| Első széria     | T–5   | 1861. augusztus 25.  | 1861. szeptember 23.    | $100   |     | Az igazság, Hudson River Railroad, Minerva                                                         | Southern Bank Note Company                                    | 5798                         |
| Első széria     | T–6   | 1861. augusztus 25.  | 1861. szeptember 23.    | $50    |     | Az igazság, a mezőgazdaság és az ipar, George Washington                                           | Southern Bank Note Company                                    | 5798                         |
| Második széria  | T–7   | 1861. július 29.     | 1861. október 22.       | $100   |     | George Washington, Ceres és Prosperina                                                             | Hoyer & Ludwig (Richmond, VA)                                 | 37155                        |
| Második széria  | T–8   | 1861. július 29.     | 1861. október 22.       | $50    |     | Terra, George Washington                                                                           | Hoyer & Ludwig (Richmond, VA)                                 | 123564                       |
| Második széria  | T–9   | 1861. július 25.     | 1861. október 26.       | $20    |     | vitorláshajó                                                                                       | Hoyer & Ludwig (Richmond, VA)                                 | 264988                       |
| Második széria  | T–10  | 1861. július 25.     | 1861. november 2.       | $10    |     | szabadság-allegória (ülő, illetve támaszkodó)                                                      | Hoyer & Ludwig (Richmond, VA)                                 | 170994                       |
| Második széria  | T–11  | 1861. július 29.     | 1861. szeptember 7.     | $5     |     | matróz és szabadság-allegória                                                                      | Hoyer & Ludwig (Richmond, VA)                                 | 73355                        |
| Második széria  | T–12  | N.A.                 | N.A.                    | $5     |     | "Confederate States of America" felirat                                                            | Jules Manouvrier (New Orleans, LA)                            | 15556                        |
| Harmadik széria | T–13  | 1861. október 22.    | 1862. április 16.       | $100   |     | matróz, pamutot gyűjtő rabszolgák                                                                  | Hoyer & Ludwig (Richmond, VA)                                 | 629284                       |
| Harmadik széria | T–14  | 1861. október 22.    | 1862. április 16.       | $50    |     | tengerészek, Moneta kincsesládával                                                                 | Hoyer & Ludwig (Richmond, VA)                                 | 469660                       |
| Harmadik széria | T–15  | 1862. január 8.      | 1862. május 15.         | $50    |     | remény, Hudson River Railroad, igazság                                                             | Southern Bank Note Company                                    | 14860                        |
| Harmadik széria | T–16  | 1862. április 17.    | 1862. december 10.      | $50    |     | Jefferson Davis                                                                                    | Keatinge & Ball (Richmond, VA)                                | 425944                       |
| Harmadik széria | T–17  | 1861. szeptember 14. | 1861. november 5.       | $20    |     | Szabadság-allegória, Ceres, kereskedelem és navigáció allegória                                    | Hoyer & Ludwig (Richmond, VA)                                 | 43732                        |
| Harmadik széria | T–18  | 1861. október 24.    | 1862. augusztus 16.     | $20    |     | matróz, vitorláshajó                                                                               | Hoyer & Ludwig (Richmond, VA)                                 | 2366486                      |
| Harmadik széria | T–19  | 1862. január 8.      | 1862. május 15.         | $20    |     | Minerva, navigáció, kovács                                                                         | Southern Bank Note Company                                    | 14860                        |
| Harmadik széria | T–20  | 1862. június 21.     | 1862. december 8.       | $20    |     | Alexander H. Stephens, ipar és kereskedelem, méhkaptár                                             | B. Duncan (Columbia, S.C.)                                    | 2834251                      |
| Harmadik széria | T–21  | 1862. június 28.     | 1862. november 15.      | $20    |     | Alexander H. Stephens                                                                              | Keatinge & Ball (Columbia, S.C.)                              | 164248                       |
| Harmadik széria | T–22  | 1862. november 13.   | 1862. május 15.         | $10    |     | Thetis, őslakos amerikai, nő X jellel                                                              | Southern Bank Note Company                                    | 58860                        |
| Harmadik széria | T–23  | 1861. november 15.   | 1861. december 30.      | $10    |     | John E. Ward, gyapotszállító szekér, kukorica-begyűjtő                                             | Leggett, Keatinge & Ball (Richmond, VA)                       | 20333                        |
| Harmadik széria | T–24  | 1862. február 20.    | 1862. december 8.       | $10    |     | Robert M.T. Hunter (balra; Alfred L. Elwin (gyerek)                                                | Leggett, Keatinge & Ball (Richmond, VA)                       | 278400                       |
| Harmadik széria | T–25  | 1862. május 12.      | 1862. augusztus 9.      | $10    |     | Robert M.T. Hunter (balra); remény-allegória, C.G. Memminger                                       | Keatinge & Ball (Richmond, VA)                                | 178716                       |
| Harmadik széria | T–26  | 1862. július 12.     | 1862. december 8.       | $10    |     | Robert M.T. Hunter (balra); remény-allegória, C.G. Memminger                                       | Keatinge & Ball (Richmond, VA)                                | 514,400                      |
| Harmadik széria | T–27  | 1862. november 26.   | 1861. december 5.       | $10    |     | szabadság-allegória, vonat                                                                         | Hoyer & Ludwig (Richmond, VA)                                 | 8576                         |
| Harmadik széria | T–28  | 1862. január 23.     | 1862. december 13.      | $10    |     | Ceres és a kereskedelem alliterációja, vonat                                                       | Hoyer & Ludwig (Richmond, VA) J.T. Patterson (Columbia, S.C.) | 1074980                      |
| Harmadik széria | T–29  | 1862. március 17.    | 1862. szeptember 13.    | $10    |     | pamutszedés és csatorna                                                                            | B. Duncan (Richmond, VA)                                      | 286627                       |
| Harmadik széria | T–30  | 1862. június 14.     | 1863. január 3.         | $10    |     | Robert M.T. Hunter (balra); General Francis Marion’s Sweet Potato Dinner; Minerva                  | B. Duncan (Columbia, S.C.)                                    | 1939810                      |
| Harmadik széria | T–31  | 1861. november 13.   | 1862. május 15.         | $5     |     | Navigáció, kereskedelem, mezőgazdaság, igazság, szabadság, ipar, valamint George Washington szobra | Southern Bank Note Company                                    | 58860                        |
| Harmadik széria | T–32  | 1861. november 15.   | 1861. december 30.      | $5     |     | ismeretlen fiú; gépész kalapáccsal                                                                 | Leggett, Keatinge & Ball (Richmond, VA)                       | 20333                        |
| Harmadik széria | T–33  | 1861. március 13.    | 1862. június 9.         | $5     |     | C.G. Memminger; Minerva                                                                            | Leggett, Keatinge & Ball (Richmond, VA)                       | 136736                       |
| Harmadik széria | T–34  | 1862. május 12.      | 1862. december 8.       | $5     |     | C.G. Memminger; Minerva                                                                            | Leggett, Keatinge & Ball (Richmond, VA)                       | 228644                       |
| Harmadik széria | T–35  | 1861. november 26.   | 1861. december 5.       | $5     |     | pamutszedő rabszolgák, indiai hercegnő                                                             | Hoyer & Ludwig (Richmond, VA)                                 | 7160                         |
| Harmadik széria | T–36  | 1862. március 31.    | 1863. január 3.         | $5     |     | matróz; kereskedelem-alliteráció (ülő)                                                             | Hoyer & Ludwig (Richmond, VA) J.T. Patterson (Columbia, S.C.) | 3694890                      |
| Harmadik széria | T–37  | 1862. április 7.     | 1862. szeptember 13.    | $5     |     | C.G. Memminger; ülő matróz; igazság és Ceres                                                       | B. Duncan (Richmond, VA)                                      | 1002478                      |
| Negyedik széria | T–38  |                      |                         | $2     |     | Judah P. Benjamin; Dél lecsap az Unióra                                                            | B. Duncan (Columbia, S.C.)                                    | kb. 36000                    |
| Negyedik széria | T–39  |                      |                         | $100   |     | fejő asszony, gőzvonat                                                                             | Hoyer & Ludwig (Richmond, VA) J.T. Patterson (Columbia, S.C.) | 284000                       |
| Negyedik széria | T–40  |                      |                         | $100   |     | fejő asszony, gőzvonat                                                                             | J.T. Patterson (Columbia, S.C.)                               | 214400                       |
| Negyedik széria | T–41  |                      |                         | $100   |     | John C. Calhoun; dolgozó rabszolgák, konföderáció-alliteráció                                      | Keatinge & Ball (Richmond, VA)                                | 670400                       |
| Negyedik széria | T–42  |                      |                         | $2     |     | Judah P. Benjamin; az dél legyőzi északot                                                          | B. Duncan (Columbia, S.C.)                                    | 1520000                      |
| Negyedik széria | T–43  |                      |                         | $2     |     | Judah P. Benjamin; az dél legyőzi északot                                                          | B. Duncan (Columbia, S.C.)                                    | 194900                       |
| Negyedik széria | T–44  |                      |                         | $1     |     | szabadság, hajó a tengeren; Lucy Pickens                                                           | B. Duncan (Columbia, S.C.)                                    | 1689860                      |
| Negyedik széria | T–45  |                      |                         | $1     |     | szabadság, hajó a tengeren; Lucy Pickens                                                           | B. Duncan (Columbia, S.C.)                                    | 412500                       |
| Negyedik széria | T–46  |                      |                         | $10    |     | Ceres; Robert M.T. Hunter                                                                          | Hoyer & Ludwig (Richmond, VA)                                 | 635250                       |
| Negyedik széria | T–47  |                      |                         | $20    |     | Ceres; Robert M.T. Hunter                                                                          |                                                               | Teszt, forgalomba nem került |
| Negyedik széria | T–48  |                      |                         | $10    |     | Ceres; Robert M.T. Hunter                                                                          |                                                               | Teszt, forgalomba nem került |
| Ötödik széria   | T–49  |                      |                         | $100   |     | katonák; Lucy Pickens; George W. Randolph                                                          | Keatinge & Ball (Richmond, VA)                                | 628640                       |
| Ötödik széria   | T–50  |                      |                         | $50    |     | Jefferson Davis                                                                                    | Keatinge & Ball (Richmond, VA & Columbia, S.C.)               | 414200                       |
| Ötödik széria   | T–51  |                      |                         | $20    |     | Tennessee State Capitol; Alexander H. Stephens                                                     | Keatinge & Ball (Columbia, S.C.)                              | 776800                       |
| Ötödik széria   | T–52  |                      |                         | $10    |     | Tervezett állami parlament (Columbia, S.C.); Robert M.T. Hunter                                    | Keatinge & Ball (Columbia, S.C.)                              | 3060000                      |
| Ötödik széria   | T–53  |                      |                         | $5     |     | Virginia State Capitol; C.G. Memminger                                                             | Keatinge & Ball (Columbia, S.C.)                              | 2833600                      |
| Ötödik széria   | T–54  |                      |                         | $2     |     | Judah P. Benjamin                                                                                  | Keatinge & Ball (Columbia, S.C.)                              | 607000                       |
| Ötödik széria   | T–55  |                      |                         | $1     |     | Clement Claiborne Clay                                                                             | Keatinge & Ball (Columbia, S.C.)                              | 1141200)                     |
| Hatodik széria  | T–56  |                      |                         | $100   |     | katonák; Lucy Pickens; George W. Randolph                                                          | Keatinge & Ball (Columbia, S.C.)                              | 1950400                      |
| Hatodik széria  | T–57  |                      |                         | $50    |     | Jefferson Davis                                                                                    | Keatinge & Ball (Richmond, VA és Columbia, S.C.)              | 2349600                      |
| Hatodik széria  | T–58  |                      |                         | $20    |     | Tennessee State Capitol; Alexander H. Stephens                                                     | Keatinge & Ball (Columbia, S.C.)                              | 4429600                      |
| Hatodik széria  | T–59  |                      |                         | $10    |     | Tervezett állami parlament (Columbia, S.C.); Robert M.T. Hunter                                    | Keatinge & Ball (Columbia, S.C.)                              | 7420800                      |
| Hatodik széria  | T–60  |                      |                         | $5     |     | Virginia State Capitol; C.G. Memminger                                                             | Keatinge & Ball (Columbia, S.C.)                              | 7745600                      |
| Hatodik széria  | T–61  |                      |                         | $2     |     | Judah P. Benjamin                                                                                  | Keatinge & Ball (Columbia, S.C.)                              | 689200                       |
| Hatodik széria  | T–62  |                      |                         | $1     |     | Clement Claiborne Clay                                                                             | Keatinge & Ball (Columbia, S.C.)                              | 1645600                      |
| Hatodik széria  | T–63  |                      |                         | $0.50  |     | Jefferson Davis                                                                                    | Archer & Daly (Richmond, VA)                                  | 1831517                      |
| Hetedik széria  | T–64  |                      |                         | $500   |     | A konföderáció címere és zászlója,Stonewall Jackson                                                | Keatinge & Ball (Columbia, S.C.)                              | kb. 154000                   |
| Hetedik széria  | T–65  |                      |                         | $100   |     | katonák; Lucy Pickens; George W. Randolph                                                          | Keatinge & Ball (Columbia, S.C.)                              | kb. 964000                   |
| Hetedik széria  | T–66  |                      |                         | $50    |     | Jefferson Davis                                                                                    | Keatinge & Ball (Columbia, S.C.)                              | 1671444                      |
| Hetedik széria  | T–67  |                      |                         | $20    |     | Tennessee State Capitol; Alexander H. Stephens                                                     | Keatinge & Ball (Columbia, S.C.)                              | kb. 4150000                  |
| Hetedik széria  | T–68  |                      |                         | $10    |     | Ágyúkat húzó lovak; Robert M.T. Hunter                                                             | Keatinge & Ball (Columbia, S.C.)                              | kb. 9071000                  |
| Hetedik széria  | T–69  |                      |                         | $5     |     | Virginia State Capitol; C.G. Memminger                                                             | Keatinge & Ball (Columbia, S.C.)                              | kb. 5526100                  |
| Hetedik széria  | T–70  |                      |                         | $2     |     | Judah P. Benjamin                                                                                  | Keatinge & Ball (Columbia, S.C.)                              | kb. 944000                   |
| Hetedik széria  | T–71  |                      |                         | $1     |     | Clement Claiborne Clay                                                                             | Keatinge & Ball (Columbia, S.C.)                              | kb. 681500                   |
| Hetedik széria  | T–72  |                      |                         | $0.50  |     | Jefferson Davis                                                                                    | Archer & Halpin (Richmond, VA)                                | kb. 1100000                  |